# Aptoide
Aptoide là một thị trường 
ứng dụng di động chạy trên hệ điều hành Android. Trong Aptoide, không giống như Google Play Store, không có cửa hàng tập trung và duy nhất; thay vào đó, mỗi người dùng quản lý cửa hàng riêng của họ.
Có một số phiên bản của ứng dụng Aptoide: Aptoide cho điện thoại thông minh và máy tính bảng, Aptoide TV, một phiên bản dành cho TV thông minh và STB, Aptoide VR và Aptoide Kids Prank được phát triển cho thiết bị dành cho trẻ em.
Ứng dụng Android được sử dụng để truy cập các cửa hàng là mã nguồn mở,, and there are several forks such as F-Droid. Giao tiếp giữa máy khách và máy chủ được thực hiện bằng giao thức mở dựa trên XML.
Khái niệm này được lấy cảm hứng từ trình quản lý đóng gói APT, có thể hoạt động với nhiều nguồn (kho lưu trữ). Khi người dùng muốn một gói, họ có thể sử dụng máy khách để tìm kiếm các nguồn nơi ứng dụng được lưu trữ.
Tên Aptoide được hình thành từ các từ "APT" (trình quản lý gói Debian) và "oide" (âm tiết cuối cùng của "Android").
Nền tảng Aptoide có sẵn hơn 40 ngôn ngữ, đã đạt hơn 200 triệu người dùng trong năm 2017 và 6 tỷ lượt tải xuống tích lũy. Trong các cửa hàng khác nhau, có thể tìm thấy hơn 800.000 ứng dụng Android.
Năm 2017, Aptoide đã trải qua một ICO để hỗ trợ phát triển giao thức nguồn mở AppCoins, dựa trên blockchain.

## Lịch sử
Aptoide bắt đầu như một lời đề nghị của Paulo Trezentos tại Trại hè Caixa Mágica 2009. Đề xuất đã được chấp nhận và sau đó trở thành ngày hôm nay là Aptoide. Giai đoạn phát triển đầu tiên này sau đó đã được phát triển trong phạm vi của SAPO Summerbits.
Ý tưởng đằng sau Aptoide đến từ các nguồn khác nhau. Một mặt, nghiên cứu về các trình cài đặt Linux trong Dự án Mancoosi Châu Âu, Dự án tiến sĩ Paulo Trezentos và điện thoại Bồ Đào Nha A5, dự án mà nhóm tham gia.
Vào cuối năm 2010, nó đã được ra mắt trên trang web Bazaar Android. Bazaar Android cung cấp khả năng cho người dùng tạo cửa hàng của riêng họ. Vào tháng 8 năm 2012, các thương hiệu Android Aptoide và Bazaar đã được hợp nhất để cho phép giao tiếp tốt hơn.
Vào tháng 11 năm 2011, Aptoide đã được hợp nhất ở châu Âu.
Năm 2013, Aptoide đã nhận được tổng cộng 750.000 euro tiền tài trợ hạt giống từ Portugal Ventures.
Năm 2015, công ty đã bảo đảm một vòng tài trợ Series A trị giá 3,7 triệu euro (4 triệu đô la), dẫn đầu bởi công ty đầu tư mạo hiểm Đức e.ventures với sự đồng đầu tư từ Gobi Partners (Trung Quốc) và Golden Gate Ventures (Singapore). Khoản đầu tư đã cho phép Aptoide phát triển đội ngũ của mình, hiện có hơn 60 nhân viên.
Vào năm 2014, Aptoide đã đệ đơn khiếu nại chống độc quyền của Liên minh châu Âu với Google, cho rằng Google tạo ra trở ngại cho người dùng để cài đặt các cửa hàng ứng dụng của bên thứ ba, liên kết các dịch vụ thiết yếu với Google Play (do đó, chặn các cửa hàng ứng dụng bên thứ ba này) và chặn truy cập vào các trang web Aptoide trong trình duyệt Web Chrome của nó.
Vào tháng 5 năm 2015, Aptoide tuyên bố sẽ bắt đầu hoạt động tại châu Á bằng cách mở văn phòng tại Singapore.
Vào năm 2017, Aptoide tuyên bố rằng họ sẽ hợp tác với AppCoin và cuối cùng là vào doanh nghiệp tiền kỹ thuật số với AppCoins có tên rõ ràng. Ra mắt cùng với phiên bản Hội nghị thượng đỉnh web 2017, Cung cấp tiền xu ban đầu (ICO) trị giá 18 triệu USD sẽ cho phép người dùng sử dụng AppCoin để thanh toán lẫn nhau hoặc mua trong ứng dụng, chẳng hạn như nâng cấp trò chơi." 200 triệu người dùng của Appcoin sẽ được khuyến khích tham gia quảng cáo để kiếm tiền.